# Slava Mogutin
Yaroslav Mogutin, más conocido por el nombre artístico de Slava Mogutin (Kémerovo, 12 de abril de 1974), es un artista ruso afincado en Nueva York. Multidisciplinar, Mogutin es conocido por sus fotografías, escritos, vídeos, instalaciones, esculturas y pinturas. En todas sus creaciones suele dominar un poderoso tono homoerótico. Debido a su activismo homosexual, fue amenazado judicialmente en Rusia y pidió asilo en Estados Unidos, donde se instaló. Junto al músico Brian Kenny forma la pareja artística Superm. También ha traducido al ruso la obra de importantes escritores norteamericanos y ha participado en películas pornográficas con el sobrenombre de Tom International.  

## Biografía
Nació en la ciudad industrial de Kémerovo, en Siberia, pero se trasladó de adolescente a Moscú. Comenzó a edad muy joven a trabajar como  periodista para editoriales, periódicos y emisoras de radio. Entre las publicaciones en las que colaboró se encontraban la Nezavisimaia Gazeta y los periódicos Moscow News y Novy Vzgliad. Por sus artículos en este último recibió la reprobación oficial de las autoridades rusas debido a su abierta homosexualidad y a su activismo gay. Fue acusado de atentar abierta y deliberadamente contra la moralidad pública, de activismo malicioso con extrema insolencia, de fomentar la división social, nacional y religiosa, de enaltecer la violencia brutal, las patologías psíquiátricas y perversiones sexuales. Se expuso a ser condenado a una sentencia de siete años de prisión, por lo que abandonó Rusia y solicitó asilo político en Estados Unidos, con el apoyo de Amnistía Internacional y del PEN American Center. 
A partir de su llegada a Nueva York, Mogutin centró su actividad en las artes visuales y se convirtió en un miembro muy activo de la escena artística de Lower Manhattan. A partir de 1999 sus fotografías se han expuesto en galerías, museos y centros de arte de importancia internacional y se han publicado en medios como The New York Times, The Village Voice, i-D, Visionaire, L’Uomo Vogue y Butt.

## Superm
En el año 2004 se unió al músico de hip hop y electrónico Brian Kenny para formar la pareja artística Superm, nombre con el que firman exposiciones conjuntas y otras actividades artísticas, como las que engloban bajo el título Wigger, palabra despectiva que, en jerga, significa White nigger (negro blanco), con la que se denigra a los jóvenes blancos que en Estados Unidos imitan la cultura urbana propia de los negros, como la música hip hop. Estas acciones suponen una reflexión sobre la identidad racial y cultural.

## Publicaciones

### Literatura y traducciones
Como autor literario, Mogutin publicó siete libros en Rusia antes de exiliarse en Estados Unidos. Ha traducido al ruso poemas de Allen Ginsberg, ensayos de William Burroughs y textos de Dennis Cooper.  Ganó el premio Andréi Bely en 2000.

#### Traducciones al español
Uno de sus relatos aparece en la antología de literatura homosexual rusa titulada El armario de acero (editorial Dos Bigotes, 2014), traducido por Pedro Javier Ruiz Zamora.

### Fotografía
Ha publicado tres monografías de alto contenido erótico: Lost Boys, NYC Go-Go y Bros & brosephines (2017).
En sus fotos recrea distintas parafilias sexuales, como la olfactofilia, con modelos que posan con calcetines sucios.

## Cine
Ha intervenido como actor en la película independiente Stay until tomorrow (2004) de Laura Colella, en Skin Flick (1999) de Bruce LaBruce y en varias películas pornográficas de Michael Lucas. Como actor porno utiliza el sobrenombre de Tom International.